# Мендонса, Вашку
Вашку Мендонса (порт. Vasco Mendonça, 1977) — португальский композитор.

## Биография
Начал учиться музыке в 13 лет. Окончил Высшую школу музыки в Лиссабоне, а затем магистратуру в Амстердаме под руководством Класа де Фриса. В 2004 выиграл музыкальную премию Лопиша-Грасы, став приглашенным композитором Дома музыки в Порту. В 2007—2008 занимался в лондонском Кингс-колледже у Джорджа Бенджамина.

## Карьера
В 2013 на фестивале оперной и классической музыки в Экс-ан-Провансе состоялась мировая премьера оперы Мендонсы Захваченный дом по одноименной новелле Хулио Кортасара (постановка Кэти Митчелл). Позднее, в рамках европейского турне, опера была показана в Антверпене, Страсбурге, Люксембурге, Брюгге, Лиссабоне и транслирована во Франции по радио France Musique.
В 2014 в рамках программы Rolex Arts Initiative композитор был на год избран фирмой Ролекс в качестве «подопечного», его «наставником» назначена Кайя Саариахо.

## Избранные сочинения
- Ave Maria для хора (1998)
- First proposal: lightness для фортепиано (2000)
- The Botticellian trees для сопрано и фортепиано (2002)
- Cadaveri (2005)
- Upon для двух фортепиано (2005)
- Plurabelle для ансамбля (2005)
- Caged symphonies для струнного квартета (2007)
- Jerusalem, опера по Гонсалу Таваришу (2009, постановка Луиша Мигела Синтры)
- Ping, камерная опера по Беккету (2011, премьера состоялась в Уэльсе)
- Boys of summer для меццо-сопрано и фортепиано (2012)
- Group together, avoid speech для струнных (2012, по заказу Фонда Гюльбенкяна)
- The House taken over, опера по Кортасару (2013, по заказу фестиваля в Экс-ан-Провансе)